# Heilung
Heilung (нім. зцілення) — дансько-норвезько-німецький неофолк гурт, що використовує давньоскандинавські тексти з археологічних артефактів (рунічних каменів, мечів тощо). Сам колектив використовує для окреслення жанру словосполучення «amplified history».

## Історія
Гурт заснували Кай Уве Фауст, який спеціалізувався на давньоскандинавських тату, та Крістофер Юль (Valravn, Euzen). Крістофер запропонував Фаусту взяти участь у новоствореному проекті в 2014 році. Учасники провели кілька місяців у студії, окреслюючи майбутній проект. Марія Франц, подруга Крістофера згодилась допомогти, однак спочатку брала участь як тимчасовий музикант, а згодом була прийнята у колектив офіційно. В 2019 році під час концерту в Києві до групи вперше доєдналась Надія Каламєєць, українська художниця, ілюстраторка дитячих книжок, тату-майстриня, а також співачка, відома за участю у гуртах "Пирятин" і "Ukie'z". Зараз Надія є постійним членом тур-трупи колективу і як учасниця перформансу і як співачка.
У 2015 році тріо записує перший студійний альбом Ofnir на власному лейблі.
В 2017 році гурт бере участь у середньовічному фестивалі Castlefest. Їх виступ записано та видано під назвою «Lifa».
Після розміщення відео на Youtube каналі гурт здобуває популярність, а журнал Metal Hammer називає концерт на фестивалі Midgardsblot у Норвегії, одним з 10 найкращих виступів.
У 2017 році Heilung підписує контракт з лейблом Season Of Mist.

## Музика
Heilung використовують відновлені тексти з рунічних каменів, списів, амулетів та інших артефактів. Окрім того колектив використовує вірші, що стосуються героїчних подій та інтерпретації або переклади давніх текстових елементів. Гурт створює оригінальне звучання за допомогою людських кісток, бубнів, шуму води, стуку дерев'яних щитів та списів, а також використовує чоловічий хор.
Будь-яка спроба пов'язати гурт із політичною партією або релігійною течією беззмістовна, адже колектив позиціонує свою музику як повернення до дохристиянських часів.

## Дискографія

### Студійні альбоми
- Ofnir (2015)
- Futha (2019)
- Drif (2022)

### Живі альбоми
- Lifa (Castlefest 2017)

### Живі відео
- Lifa (Castlefest 2017)